# كوستا أندريكوبولوس
كوستا أندريكوبولوس (بالإنجليزية: Costa Andricopoulos)‏ مواليد 30 مارس 1991 في سيدني، هو لاعب كرة قدم أسترالي. يلعب كمدافع.

## مرحلة الشباب

### أندية لعب لها
- نادي أبويل

## المسيرة الاحترافية

### أندية لعب لها
- نادي أبويل
- أنورثوسيس فاماغوستا